# Buddleja speciosissima
Buddleja speciosissima là một loài thực vật có hoa trong họ Huyền sâm. Loài này được Taub. mô tả khoa học đầu tiên năm 1893.